# Vigário (Roma Antiga)
Governante da diocese romana, tendo que prestar contas ao duque e sendo superior aos governadores e edis de sua área.